# 发病率和死亡率周报
发病率和死亡率周报（Morbidity and Mortality Weekly Report，簡稱：MMWR）為一份美国疾病控制与预防中心發行的美國流行病学摘要周刊。1981年6月5日MMWR發布一份5位病人的病情案例，隨後此份案例就成為有史以來艾滋病的首份醫學報告。

## 外部連結
- MMWR（页面存档备份，存于）
- MMWR發布的的首份艾滋病醫學報告（页面存档备份，存于）